# School’s Out (Lied)
School’s Out ist ein am 20. Mai 1972 veröffentlichtes Lied der amerikanischen Hard-Rock-Band Alice Cooper von deren gleichnamigem Album.

## Hintergrund
Nach Coopers eigenen Angaben entstand das Lied auf der Suche nach einer Kennmelodie oder Hymne, die eindeutig der Band Alice Cooper zugeordnet werden würde. Die Rolling Stones hatten Satisfaction und The Who hatten My Generation. Zwar wurde die Band oft mit ihrem Hit I’m Eighteen in Verbindung gebracht, doch dies stellte sie noch nicht zufrieden. Beim Schreiben des Liedes stellten sich die Bandmitglieder die Frage, welche beiden Momente für ein Kind oder einen Jugendlichen besonders wichtig sind. Zum einen ist es der Weihnachtsmorgen und zum anderen der letzte Schultag.

„Ich versetzte mich in meine Schulzeit zurück und schaute auf die Uhr. Noch drei Minuten bis zum Beginn der dreimonatigen Sommerferien. Die Sekunden vergingen. Ich erinnerte mich gut daran, wie erwartungsvoll ich gewesen war. Konnten wir einen Song schreiben, der diese letzten, entscheidenden drei Minuten des letzten Schultages einfing? Wir konnten.“

Das Lied wurde von der ganzen Band geschrieben. Für den Feinschliff sorgte Produzent Bob Ezrin. Er hatte auch die Idee Kinderstimmen in dem Lied einzusetzen – eine Idee, die er auch bei anderen Liedern wie Lou Reeds The Kids, Kiss’ God of Thunder oder Pink Floyds Another Brick in the Wall verfolgte.

## Rezeption
Greg Prato von Allmusic bezeichnet School’s Out als eine der aufsässigsten Rockhymnen aller Zeiten mit einem großartigen Riff.
Für Ben Gerson vom Rolling Stone ist das Lied eine scheinbare Fortschreibung von Chuck Berrys inspirierenden Stücken, indem Cooper verkündet, dass die Schule nicht nur über den Sommer, sondern für immer geschlossen ist. Die Liedzeile „School’s been blown to pieces“ erreicht dabei den Gipfel der Realitätsflucht. Liedzeilen wie „Well, we’ve got no class, and we’ve got no principles“ funktionieren zwar für sich genommen, klingen aber zu verlegen und zu geistreich, um als Schlachtruf durchzugehen. Das Lied ist für ihn sowohl in musikalischer als auch in textlicher Hinsicht sinnlos.

## Chartplatzierungen
Das Lied School’s Out und das gleichnamige Album bedeuteten den Durchbruch für Alice Cooper. In Deutschland erreichte das Lied Platz 5 und konnte sich insgesamt 28 Wochen in den Charts halten, während in Österreich Platz 12 errungen werden konnte. Die beste Platzierung wurde im Vereinigten Königreich erzielt, wo das Lied für drei Wochen Platz 1 innehatte. In den USA erreichte Alice Cooper ebenfalls eine Top-10-Platzierung und hielt sich 13 Wochen in den Charts. Weitere Top-10-Platzierungen wurden in Norwegen, den Niederlanden und Irland erreicht.
Das Lied wurde vom Rolling Stone in die Liste der 500 besten Songs aufgenommen und auf Platz 326 geführt.

## Verwendung in Medien
School’s Out fand in zahlreichen unterschiedlichen Medien Verwendung, u. a. in den Filmen Scream – Schrei!, Confusion – Sommer der Ausgeflippten, Rock ’n’ Roll Highschool und I Love You, Beth Cooper. In der Episode Krise im Kamp Krusty der Fernsehserie Die Simpsons ist das Lied in einer Traumsequenz Bart Simpsons zu hören, in der am letzten Schultag das Schulgebäude zerstört wird. Das Lied wurde ebenfalls in einer Episode der Fernsehserie Alle hassen Chris gespielt und fand weitere Verwendung in den Videospielserien Guitar Hero und Rock Band. In der Family Guy Folge „ihr Peterlein kommet“ ist es auch am Anfang zu hören.

## Coverversionen (Auswahl)
- 1976: The Sensational Alex Harvey Band auf dem Album The Penthouse Tapes
- 1985: Grave Digger auf dem Album Witch Hunter
- 1985: Toyah Willcox auf dem Album Minx
- 1986: Kirka auf dem Album R.O.C.K.
- 1986: Krokus auf dem Album Change of Address
- 1988: Cretu & Thiers als Single
- 1993: Alien Sex Fiend auf der Kompilation The Legendary Batcave Tapes
- 1998: Soul Asylum auf dem Soundtrack für den Film The Faculty
- 2006: GWAR auf dem Album Beyond Hell
- 2011: Debauchery auf dem Album Germany's Next Death Metal